# À jour (utredning)
À jour heter den statliga utredningen om de statliga journalistutbildningarna, som gjordes 1975. Den resulterade i bland annat ytterligare en utredning, rörande omorganisation, som gjorde att de två journalisthögskolorna, som då fanns, upphörde. Verksamheterna i dem fördes över till de humanistiska fakulteterna vid Stockholms respektive Göteborgs universitet.

## Sammanfattning
Utredningen var omfattande och noggrann. Resor företogs till Finland, Norge och Danmark där man tittade på motsvarande utbildningsverksamhet. Efter avkodning av diverse enkätmaterial brändes överbliven information tillsammans med personliga uppgifter om de svarande. Samhällets, som kollektivs, intresse ansågs vara stort och journalistens roll som informationsförmedlare mycket viktig. Titeln À jour valdes tillsammans med referat från Svenska Akademiens ordlista, "underrättad om utvecklingen" och "det nuvarande läget". Utredningen framhävde på så sätt sin höga ambition rörande sin tilldelade uppgift, att utarbeta förslag till en utbildning som ger journalisterna grunderna för att i sitt arbete kunna följa utvecklingen inom olika områden och beskriva den för massmediekonsumenterna.
Man ansåg att det i huvudsak fanns två uppfattningar om journalistens roll i samhället. I den ena var journalisten främst förmedlare av information från myndigheter, organisationer, politiska partier, forskare, etc. till den stora publiken. Hans uppgift var att översätta och vidarebefordra vad andra producerar. Yrkesrollen ansågs ur det här perspektivet vara ett relativt enkelt, närmast tekniskt yrke.
Den andra uppfattningen sa att journalistens yrke var ett kvalificerat intellektuellt yrke. Journalisten skall inte bara passivt vidarebefordra redan färdigt information, utan ska själv aktivt söka sig fram till även svåråtkomliga informationskällor, ta ställning till deras sanningshalt och presentera dem för publiken på ett sakligt och intresseväckande sätt. Journalisten ansågs fullgöra en viktig informations- och opinionsbildande uppgift samt vara både forskare och folkbildare i en och samma person. Utredningen tog inte ställning till vilken av dess roller utbildningen bör betona.
Överlag var man nöjd med utbildningen som den var. Men de samhällsorienterade inslagen behövde förstärkas. Man förespråkade också en förlängning av utbildningen med ett till ett och ett halvt år för att hålla samma klass som annan massutbildning på akademisk nivå. Vid de humanistiska fakulteterna följde man inte det sistnämnda rådet och tog även bort Äldre examina, akademisk journalist. Den examen återkom först 1985 i Stockholm och 1990 i Göteborg.